# Every Avenue
Every Avenue ist eine US-amerikanische Pop-Punk-Band aus Marysville in Michigan.

## Bandgeschichte
Every Avenue wurde 2003 in Marysville, Michigan gegründet. Frühzeitig wechselten sie den Leadsänger, der ehemalige Leadsänger James Beesley wurde später Tour-Manager der Band. Er arbeitet derzeit mit dem ehemaligen Schlagzeuger Mike Govaere zusammen.
Die Band veröffentlichte zwei EPs in den Jahren 2004 und 2006, bevor sie 2007 bei Fearless Records einen Vertrag unterschrieb und noch im selben Jahr im Sommer eine EP veröffentlichte. Kurz vor dem Plattenvertrag verließ Gitarrist Jason Letkiewicz die Band, da er ein Stipendium für Filmgestaltung erhielt. Jimmie Deeghan ersetzte ihn und wurde schnell zu einem wichtigen Songwriter. Im Februar 2008 veröffentlichten Every Avenue ihr erstes Album in voller Länge mit dem Titel Shh. Just Go with It, welches Platz 27 in den U.S. Billboard Heatseekers Charts erreichte. Im Januar 2008 unterstützen sie an der Seite von Metro Station Boys Like Girls als Vorband im Vereinigten Königreich. Dann begannen sie ihre nationale Tour mit Bands wie Hit the Lights, Farewell, Mayday Parade, All Time Low und The Maine. Sie tourten während des Sommers mit Valencia aus Philadelphia und waren auch bei der Vans Warped Tour 2008. Im November des Jahres veröffentlichten Every Avenue ihr neues Video zu dem Song Think of You Later (Empty Room). Am 11. April 2009 wurde verkündet, dass die Band im Studio sei und ihr zweites Album aufnehmen würde mit Produzent Mitch Allan sowie Mike Green. Ein paar Tage später, am 14. April, verkündete Govaere den Austritt aus der Band, um mit seinem Studio (Downbear Studio) voranzukommen. Das Album Picture Perfect wurde am 3. November 2009 veröffentlicht. Am 27. April 2010 wurde das Album Punk Goes Classic Rock (aus der Punk Goes…-Serie) veröffentlicht, auf dem auch eine Interpretation des Songs Take Me Home Tonight (im Original von Eddie Money) von Every Avenue zusammen mit Juliet Simms (Automatic Loveletter) war. Es wurde bestätigt, dass Every Avenue bei der Alternative Press Tour 2010 spielen werden. Außerdem werden sie in Großbritannien beim Slam Dunk Festival spielen.
Where Were You? wurde nicht nur beim Yahoo! Radio und AOL Radio gespielt, sondern wurde auch bei MTV’s „Real World/Road Rules Challenge: The Gauntlet“ und erreichte mehr als 150.000 Downloads bei Mark Hoppus’ „Hi My Name Is Mark“ Blog bei iTunes.
One More Song wurde bei MTV’s „The Real World: Hollywood“ (in der Episode „Mexi-Loco“) gespielt sowie bei MTV’s „The Island“.
Der Song Picture Perfect wurde bei einer Fotomontage im Rahmen von CBS beim NCAA Men’s Basketball Championship am 6. April 2010 gespielt.

## Diskografie

### Alben
- 17. Oktober 2007: Every Avenue (Nur in Japan erhältlich)
- 19. Februar 2008: Shh. Just Go with It
- 3. November 2009: Picture Perfect
- 12. August 2011: Bad Habits

### EPs
- 2004: Every Avenue EP
- 14. März 2006: This Is Why We Don't Have Nice Things
- 14. August 2007: Ah!